# DEFSTUT
Delayed Feedback Stutter (kortweg: DEFSTUT) is een apparaat ter grootte van een mp3-speler, bedoeld om het stotteren onder controle te houden. 
Het apparaat werkt volgens het DAF-principe. 
Het bestaat uit een microfoontje, een oortelefoon en een adapter. Gebruikers van het apparaat praten in de microfoon, waarna ze hun eigen stem in de oortelefoon, met een lichte vertraging in milliseconden, horen. 
Er zijn verschillende menu's in het apparaat. In het hoofdmenu is de MAF-knop te vinden die wordt gebruikt als de stotteraar moeilijk kan starten met een woord of zin.  
In het volume-menu wordt het volume van de stem geregeld. 
In het Delay-menu kan de vertraging ingesteld worden tussen 1 en 200 ms. 
Het apparaat heeft een bereik van ongeveer twintig uur. Hierna dient het opgeladen te worden, net als een mobiele telefoon. Vaak geeft het apparaat dat zelf aan door vanzelf uit te gaan. Voor een ultieme ontvangst dient het één keer per dag opgeladen te worden.
De fabriek van de DEFSTUT is te vinden in België. 
Tegenwoordig is er ook een tweede generatie van dat apparaat op de markt: een digitale spraakcorrector. Deze is kleiner dan DEFSTUT en beschikt niet over kabels.